# Vila Josefa Blechy
Vila Josefa Blechy je vlastní rodinná vila stavitele, která se nachází v Praze 6-Dejvicích v ulici V Podbabě při Šáreckém potoku. Od roku 1958 je chráněna jako nemovitá kulturní památka České republiky.

## Historie
Původně rozsahem menší vilu navrhl a roku 1873 postavil stavitel Josef Blecha pro svoji rodinu. K rozšíření došlo pravděpodobně roku 1899 rovněž podle Blechova projektu, při kterém byla přistavěna západní část s věží. Dům byl později částečně upravován ve 20. i 21. století.

## Popis
Neorenesanční reprezentativní vila stojí v rozsáhlé svažité zahradě. Stavba je odstupňovaná a členitá, ve své střední části dvoupatrová. Je převýšena hranolovou vížkou s vysokou dlátkovou střechou. V pravé části přízemí je v hlavním průčelí otevřená lodžie a nad ní navazující balkon s balustrádou. Fasáda průčelí je členěna nárožní bosáží, římsami a pilastry. Mezi prvním a druhým patrem a pod střechou obíhá pás s barevnými ornamentálními freskami.